# In the Flesh: Live
In the Flesh: Live är ett livealbum på två CD-skivor av Roger Waters, inspelat under hans In the Flesh-turné. Det har också getts ut en dvd med samma titel.

## Låtlista
Alla låtar skrivna av Roger Waters om inget annat anges.
1. "In the Flesh" - 4:41
2. "The Happiest Days of Our Lives" - 1:34
3. "Another Brick in the Wall, Part II" - 5:53
  - Sång: Roger Waters och Doyle Bramhall II
4. "Mother" - 5:37
  - Sång: Roger Waters och Katie Kissoon
5. "Get Your Filthy Hands Off My Desert" - 0:56
6. "Southampton Dock" - 2:15
7. "Pigs on the Wing Part 1" - 1:18
8. "Dogs" (Waters/Gilmour) - 16:26
  - Sång: Jon Carin, Roger Waters och Doyle Bramhall II
9. "Welcome to the Machine" - 6:57
10. "Wish You Were Here" (Gilmour/Waters) - 4:54
11. "Shine on You Crazy Diamond, Parts 1-8" (Gilmour/Waters/Wright) - 14:42
12. "Set the Controls for the Heart of the Sun" - 7:15
13. "Breathe (In the Air)" (Gilmour/Waters/Wright) - 3:22
  - Sång: Doyle Bramhall II och Jon Carin
14. "Time" (Gilmour/Mason/Waters/Wright) - 6:24
  - Sång: Roger Waters och Doyle Bramhall II
15. "Money" - 6:11
  - Sång: Doyle Bramhall II
16. "Pros and Cons of Hitch Hiking, Pt. 11 (AKA 5:06 AM- Every Stranges Eyes)" - 5:19
17. "The Bravery of Being Out of Range" - 7:26
18. "Perfect Sense (Parts 1 and 2)" - 5:05
  - Sång: Roger Waters och P.P. Arnold
19. "It's a Miracle" - 8:12
20. "Amused to Death" - 9:24
21. "Brain Damage" - 4:07
22. "Eclipse" - 2:18
23. "Comfortably Numb" (Gilmour/Waters) - 8:10
  - Sång: Roger Waters och Doyle Bramhall II
24. "Each Small Candle" - 9:18